# Buggenum
Buggenum (Limburgs: Bögkeme, lokaal Böggeme) is een kerkdorp in de Nederlandse provincie Limburg. Het dorp ligt op de linkeroever van de Maas, hemelsbreed ongeveer vijf kilometer ten noorden van Roermond en telt (in 2023) 945 inwoners. Voor 2007 behoorde het tot de voormalige gemeente Haelen, maar nu is het onderdeel van de gemeente Leudal. Tot 1942 was Buggenum een zelfstandige gemeente.

## Archeologie

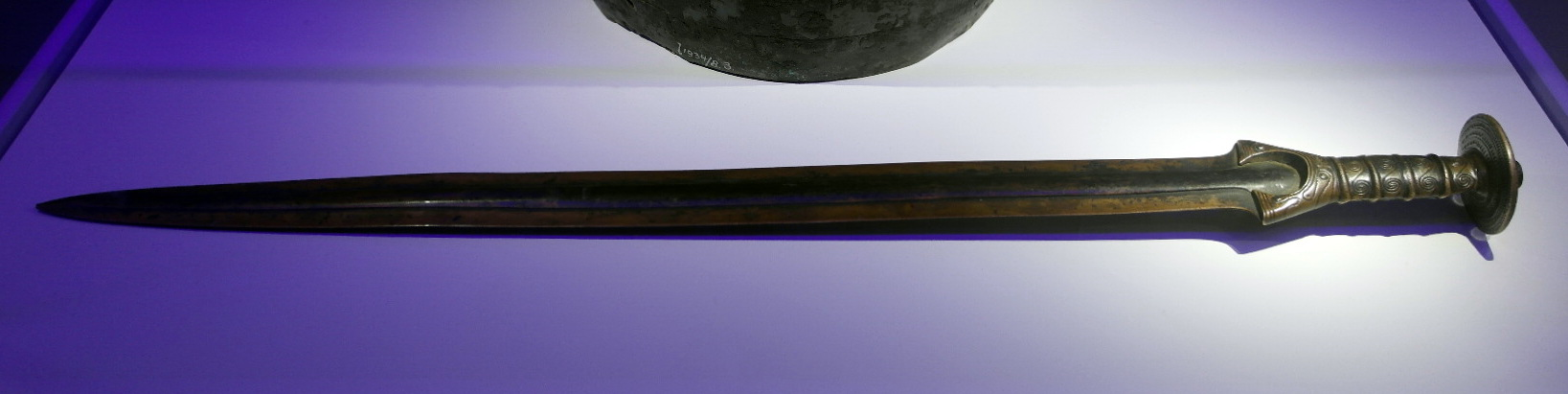
Het zwaard van Buggenum (RMO, Leiden)

Bij baggerwerkzaamheden in de Maas werd in 1964 een zwaard uit de Bronstijd (1300-1100 v.Chr.) gevonden. Het zeldzame bronzen wapen, dat waarschijnlijk in Zuid-Duitsland of Oostenrijk is gemaakt, bevindt zich thans in het Rijksmuseum van Oudheden te Leiden.  
In 2014 is op het Buggenumse Veld, op een hogergelegen rug in het landschap, een grafveld met crematiegraven uit de IJzertijd opgegraven. Het grafveld had een omvang van circa 60 x 80 meter en omvatte 58 graven. Als grafgiften werden bronzen en ijzeren sieraden en aardewerk aangetroffen. Deze grafgiften waren samen met de overledene op de brandstapel verbrand, dan wel gelijktijdig met het bijzetten van de crematieresten in de grafkuil gedeponeerd. Op basis van het vondstmateriaal konden de graven worden gedateerd tussen de eindfase van de Midden IJzertijd en het begin van de Late IJzertijd. Naast crematies werden kuilen aangetroffen die gebruikt zijn om resten van de brandstapel in te dumpen. Mogelijk speelden de kuilen een rol in rituelen rond de crematie of voorouderverering. Bovendien werden enkele paalkuilen aangetroffen die mogelijk tot een toegang(sweg) tot het grafveld behoorden.
Uit andere opgravingen in de omgeving van Buggenum kan afgeleid worden dat er op een stroomrug langs de Maas al vroeg een nederzetting heeft gelegen. Een opmerkelijke vondst betreft een helm van een Romeinse centurio, die werd gevonden op de bodem van de Maas, op de plek waar zich hoogstwaarschijnlijk de nederzetting heeft bevonden (de helm bevindt zich in museum Het Valkhof in Nijmegen). 

## Geschiedenis
De plaatsnaam kan afgeleid zijn van Bug Hemus, wat 'heem in de bocht' betekent.  De plaats komt in 1284 voor als Buggenheym. In 1679 verhief de prins-bisschop van Luik Buggenum tot een heerlijkheid.
In 1899 vestigden de Kleine Zusters van de Heilige Joseph zich te Buggenum om onderwijs en ziekenzorg te beoefenen. Zij vertrokken in 1972, waarna hun klooster een gemeenschapshuis werd.
De spoorbrug over de Maas werd in 1929 aangelegd. Bij het dorp ligt ook het 8 kilometer lange Lateraalkanaal, dat tot Heel doorloopt. Het kanaal ligt ten westen van de Maas, die hier ook doorheen stroomt.
Buggenum was tot 1 oktober 1942 een zelfstandige gemeente waaronder ook de buurtschap Berik viel. Op die datum werd ze samengevoegd met Haelen en Nunhem tot de nieuwe gemeente Haelen. Die gemeente is op haar beurt op 1 januari 2007 weer opgegaan in de huidige fusiegemeente Leudal.

### Tweede Wereldoorlog

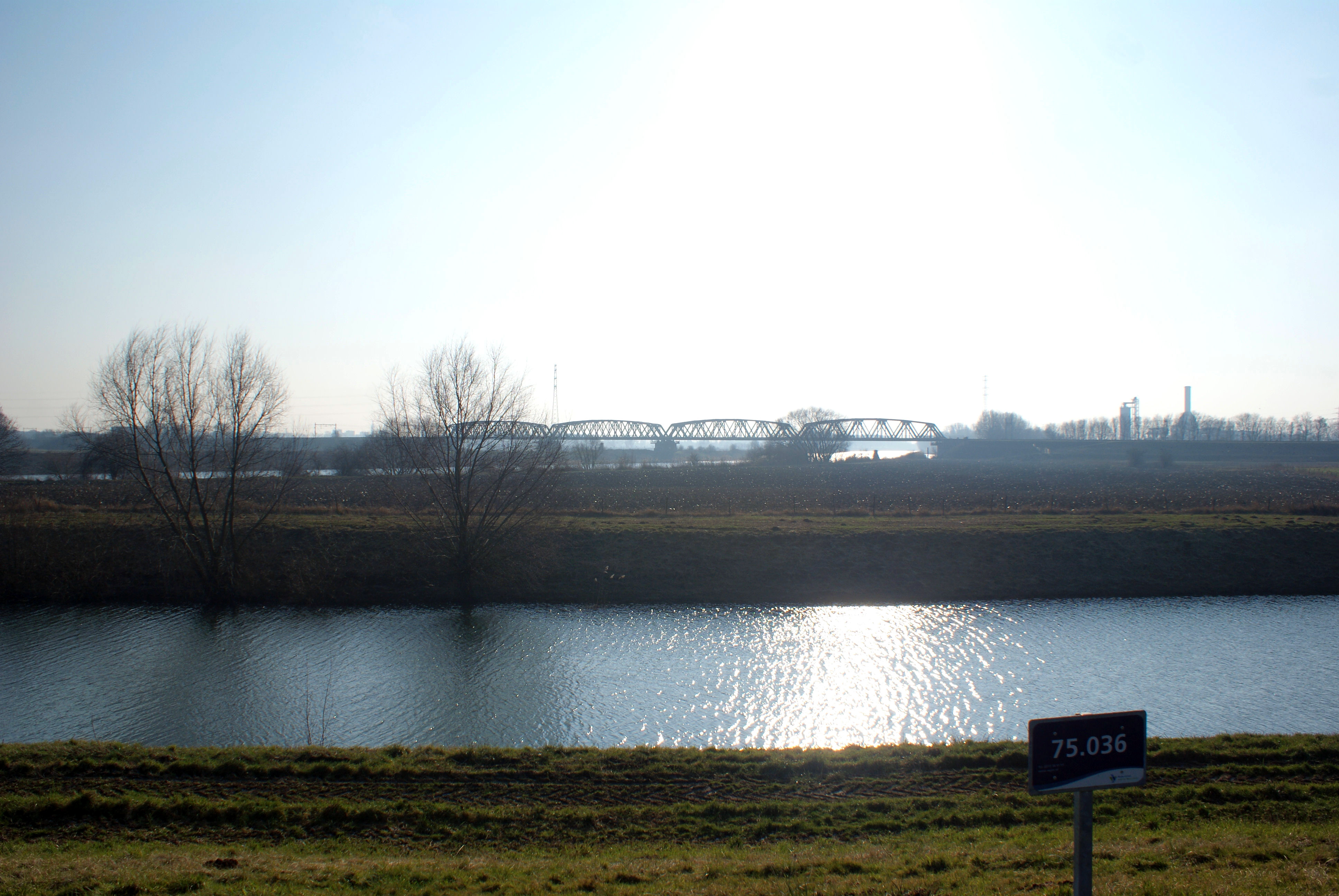
Spoorbrug Buggenum

Buggenum was voor zijn ligging en spoorbrug erg belangrijk voor de Duitsers, de Blitzkrieg ter verovering van West-Europa in mei 1940, die als zwaartepunt de provincie Limburg had, gebruikte alle treinsporen die Nederland invoerden voor een snelle doorstoot, hiervoor werd gebruikgemaakt van een gepantserde trein. Bij Buggenum werd het Duitse "overvalsteam" echter ontmaskerd en de brug opgeblazen, de Duitsers hebben de brug tijdens de oorlog hersteld.
Ter hoogte van de Holstraat 62 en de Hoeve (ter hoogte van de Crompvoetstraat en Holstraat), is zwaar gevochten tussen Duitse en Britse militairen in september 1944. Ooggetuigen hebben verklaard over een Mitrailleursnest in de boomgaarde ter hoogte van de Holstraat 62. In 2008 werden resten gevonden in de woning van granaten, tevens werden door de jaren heen resten gevonden van, meer dan, 100 hulzen en een Britse laars-clip in het achterste deel van deze tuin. Op het kerkhof zijn twee oorlogsgraven van gesneuvelde Britse militairen aanwezig. In Nijmegen, op de begraafplaats Jonkerbosch liggen de lichamen van de, in Buggenum, omgekomen Britse piloten van de RAF
Een lokale verzetsstrijder uit Buggenum was destijds 'Meester Joosten', een leraar van de plaatselijke school die als gevolg van zijn verzetsacties werd vermoord. Er werd in de jaren 1980 een straat naar hem vernoemd.

### Overstromingen
Buggenum ligt aan de Maas, in een landschap met steilranden en terrassen. De rivier was hier niet bedijkt, zodat van oudsher overstromingen een van tijd tot tijd terugkerend verschijnsel waren. De grootse overstromingen dateren van februari 1850, december 1880, januari 1920, januari 1926, juli 1980, februari 1984, januari 1993 en 1995. De Maasdijkramp van 1926 is de zwaarste ramp die Buggenum heeft getroffen, met een stand van 46,92 meter boven NAP, de hoogste ooit gemeten in Nederland. Hierna werd de grond langs de huizen aan de Dorpsstraat en Holstraat opgehoogd. Zo kenden de huizen aan de voormalig Bovenstraat (tegenwoordig Holstraat ter hoogte van de Steenfabriek) trapjes aan de voorzijden. Vluchtpaden maakten het voor mens en vee mogelijk zich in veiligheid te brengen op de hoogstgelegen gronden. Deze paden zijn onderdeel van het historische occupatiepatroon, welke tussen 2001 en 2004 gedeeltelijk zijn hersteld met het oog op het in stand houden van de cultuurlandschappen. Ook bij de overstromingen van 1993 en 1995 zijn ze nog gebruikt. Doordat daarna kades langs de rivier zijn aangelegd, zijn ze hun functie kwijtgeraakt. Sinds 1995 ligt er een dijk langs de Maas in overeenstemming met het Deltaplan voor de rivieren.

## Erfgoed

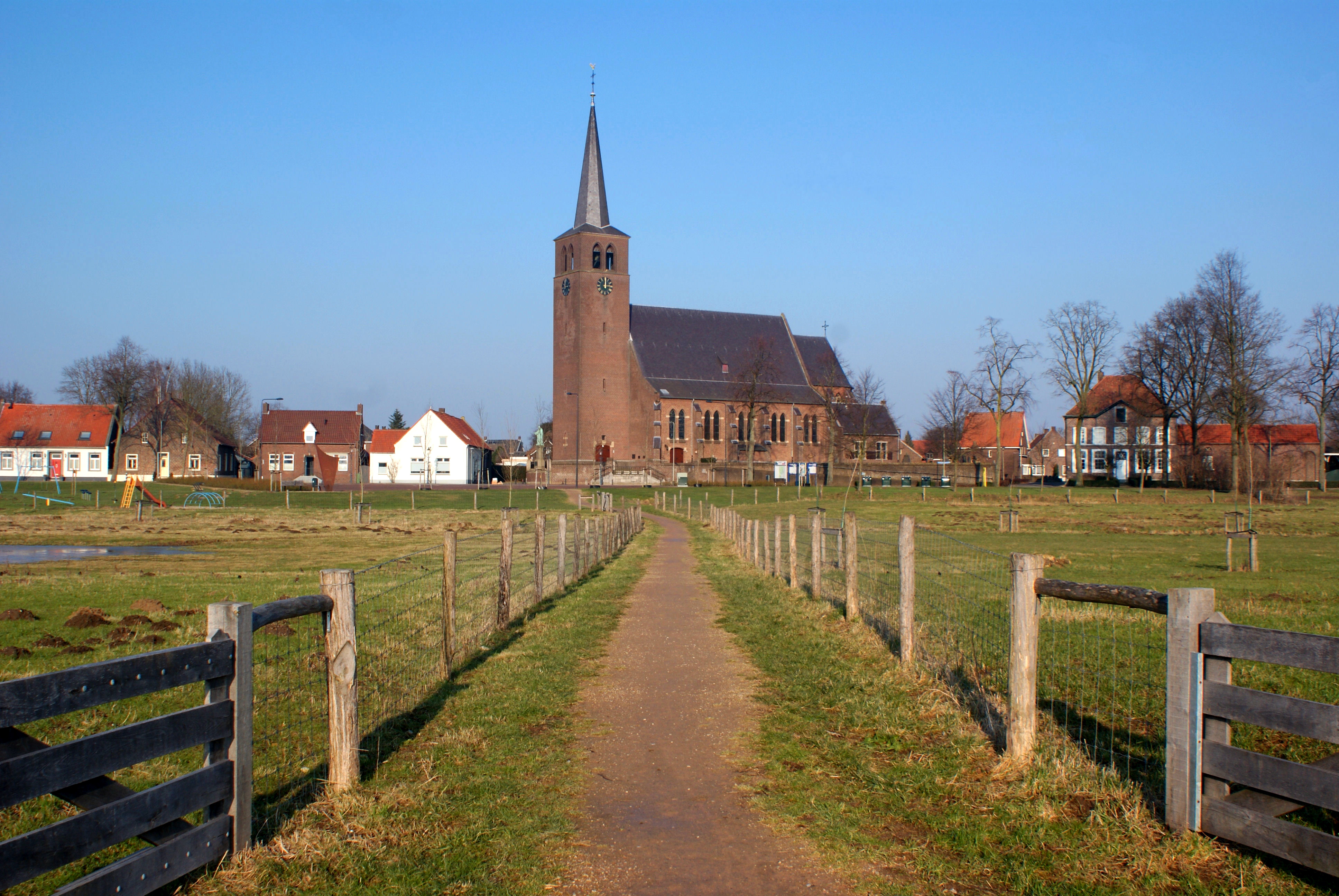
Sint Aldegundiskerk

- De Sint-Aldegundiskerk van 1948, met een 15e-eeuws koor en een Heilig Hartbeeld uit 1922.
- Pastorie, aan Dorpsstraat 20, oorspronkelijk 18e-eeuws, vernieuwd in de eerste helft van de 19e eeuw.
- Mariakapel aan de Kapelstraat.
- Sint-Aldegundiskapel aan de Holstraat.
- Het Huis Malborgh, aan Dorpsstraat 66, waarvan de geschiedenis teruggaat tot de 15e eeuw, van 1830.
- Huis Dorpsstraat 34, woonhuis uit 1661.
- Huis Dorpsstraat 40, uit 1772, woonhuis van Jacobus Stercken die ontvanger was van de Prinsbisschop van Luik, vergroot in 1819.
- Boerderij Holstraat 36, uit 1676, verbouwd in 1840, 1921, en 1979.

## Natuur en landschap

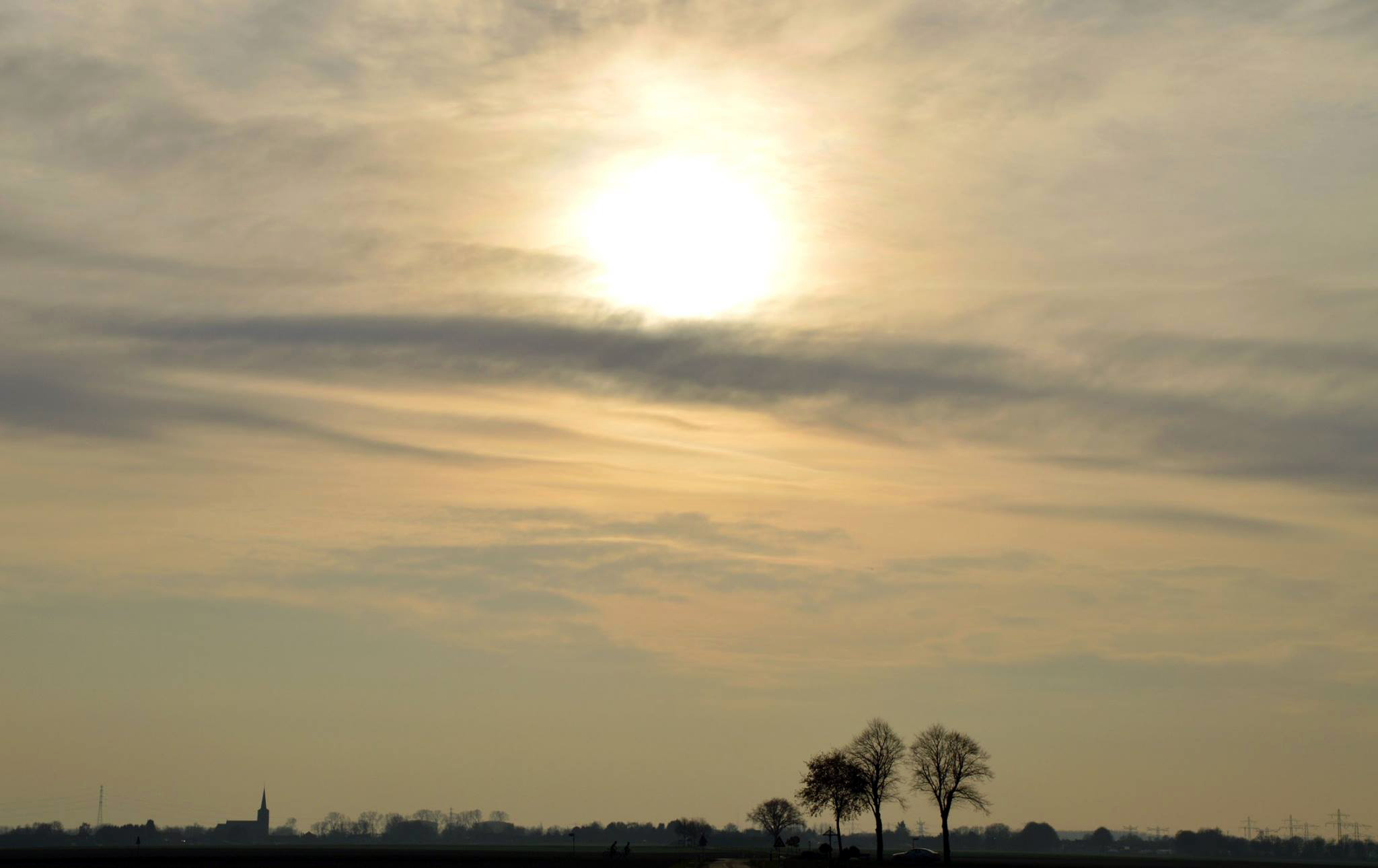
Buggenum gezien vanuit Neer

Buggenum ligt aan de Maas, op het laagterras op een hoogte van ongeveer 20 meter. Bij Buggenum begint het Lateraalkanaal dat parallel aan de Maas naar Maasbracht voert. Ook zijn er enkele koelwaterkanalen van en naar de voormalige elektriciteitscentrales en tevens is er een haven. Tot 1947 was er een veerverbinding naar Roermond. De loop van de Maas werd ingrijpend gewijzigd door het afsnijden van Maasbochten en door grindwinning, waarbij uitgestrekte plassen ontstonden. Ten noordoosten van Buggenum vindt men het natuurgebied Bouxweerd. Het Buggenumse Veld ten westen hiervan is een gaaf gebleven open landbouwgebied.

## Economie

### Industrie
Tussen 1830 en 1915 lag er een plaatselijke bierbrouwerij van W. Jeuken. Het gebouw is thans onderdeel van de Kleiwarenfabriek. Deze fabriek was vooral bekend om de productie van witte bakstenen. Vanwege de Maasklei ontstonden rond 1900 vele kleiwarenfabrieken langs de rivieren in Nederland, de meeste langs de grenzen. Een aantal daarvan verdwenen na de Tweede Wereldoorlog door ontgrinding. Andere werden door steeds verdergaande fusieprocessen opgeheven. De Kleiwarenfabriek is sinds 2013 gesloten. De schoorsteen, van 1904, bleef behouden, maar het terrein wordt herontwikkeld.
Van 1962 tot 1995 stond te Buggenum de Maascentrale die tussen 2006 en 2011 werd ontmanteld, dit proces werd, samen met het saneren van de grond, in 2011 afgerond. In de nabijheid hiervan stond ook de Willem-Alexander Centrale, een van de eerste commerciële kolenvergassingcentrales ter wereld. Deze werd vanaf 2014 ontmanteld. Op de vrijkomende terreinen vindt men afvalverwerking Attero, terwijl daarnaast op het terrein ook een nieuw bedrijventerrein werd aangelegd met de naam Zevenellen, zie Haelen.

### Agrarische sector
In Buggenum liggen vele landbouwgronden en boerderijen, vooral voor de bouw van suikerbieten, graan, mais, knollen, uien en ook komen er boomkwekerijen voor. De kleigrond langs de Maas gelegen is zeer geschikt voor de agrarische sector. De lichte kleigrond werd gebruikt voor grove tuinbouw en fruitteelt. Buggenum was het dorp van augurken, bessen en appelen. Jarenlang was Buggenum de grootste aanvoerder van groente en fruit bij de Cóóp. Roermondse groente en fruit Veiling (C.R.V.). De agrarische sector zorgde in die tijd voor de nodige werkgelegenheid en welvaart. Door de vele kleine fruitboomgaarden was het gebied slecht verkaveld, wat de noodzakelijk geworden schaalvergroting verhinderden. De fruitbedrijven waren niet meer concurrerend en konden zich onvoldoende ontwikkelen, vaak was stoppen het enige alternatief. In het jaar 2000 is het Buggenumseveld via een R.A.K.(Ruilverkaveling met Administratief Karakter) wel verkaveld. Door zijn schaal, openheid en ligging is het Buggenumseveld, een van de allerlaatste relatief onaangetaste cultuurlandschappen in de wijde omgeving. Vanaf 2013 hebben grote veranderingen plaatsgevonden in het Buggenumseveld. De kassenbouw door Nunhems zaden en de grootschalige ontgronding door Kuypers tasten het ongerepte cultuurlandschap aan. In de uiterwaarden langs de Dorpsstraat grazen vooral paarden en schapen. Het achterliggende gebied wordt ingericht als natuurgebied met wandelmogelijkheden, Mooi Buggenum genaamd.

## Verenigingen
In Buggenum zijn diverse verenigingen actief. Tot deze verenigingen behoren de carnavalsvereniging "De Halve Gare" en fanfarevereniging "Excelsior". De fanfare is opgericht in 1922. Stichting Buggenum door de Eeuwen Heen opgericht in 1985. 

## Bekende personen

### Geboren
- Neel Doff (1858-1942), schrijfster die vooral in het Frans schreef

### Begraven
- Constantius Emanuel Hubertus Waegemans, politicus
- Frits de Nerée tot Babberich, politicus
- 'Meester Joosten', verzetsstrijder
- Basil Watson Greaves uit Ilkley, Yorkshire, Engeland. Service nummer 14710889, overleden 29-11-1944, 19 jaar, Brits militair
- Graham McNeil, 14676221, overleden 30-11-1944, leeftijd onbekend, Brits militair

## Galerij

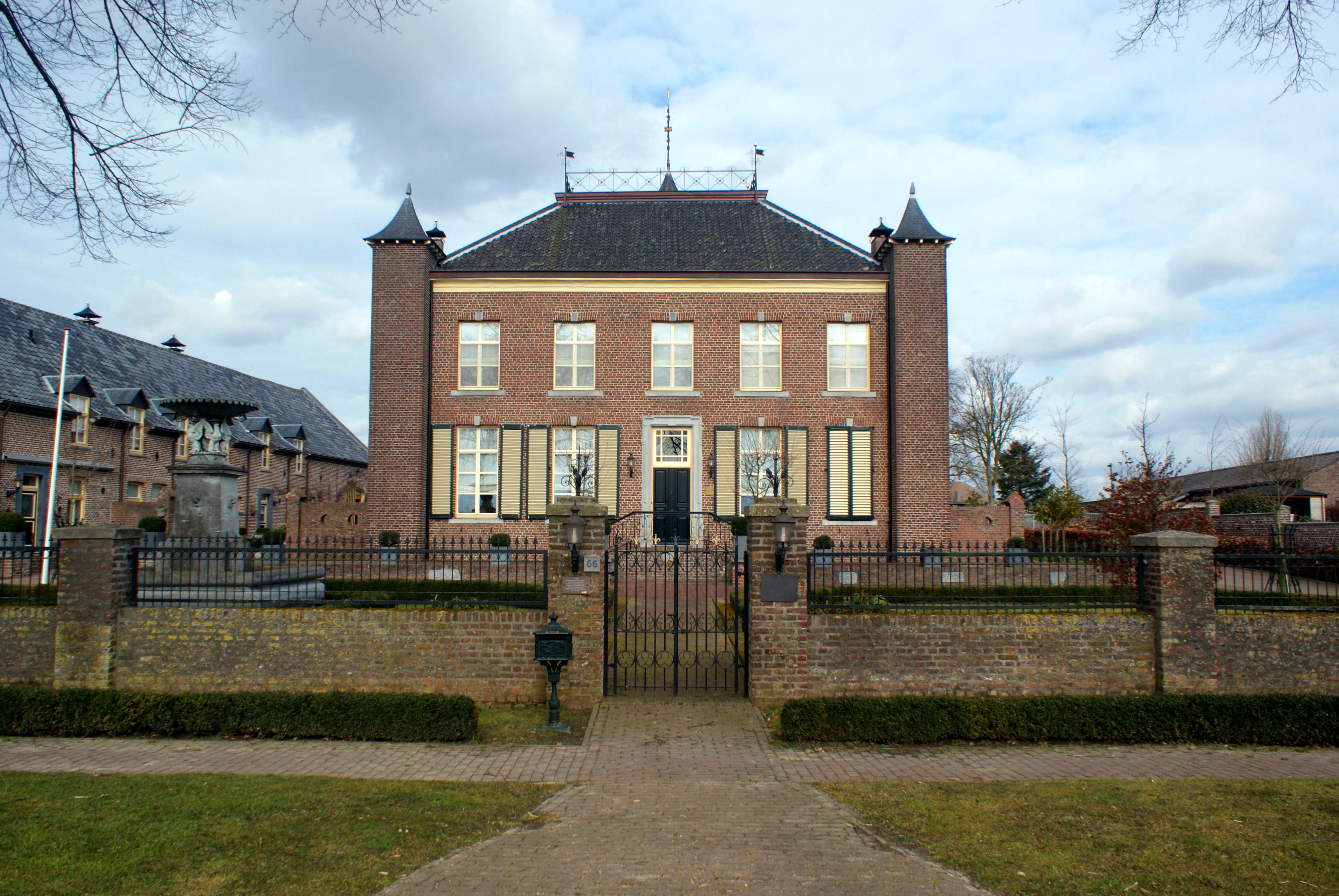
Huis Malborgh
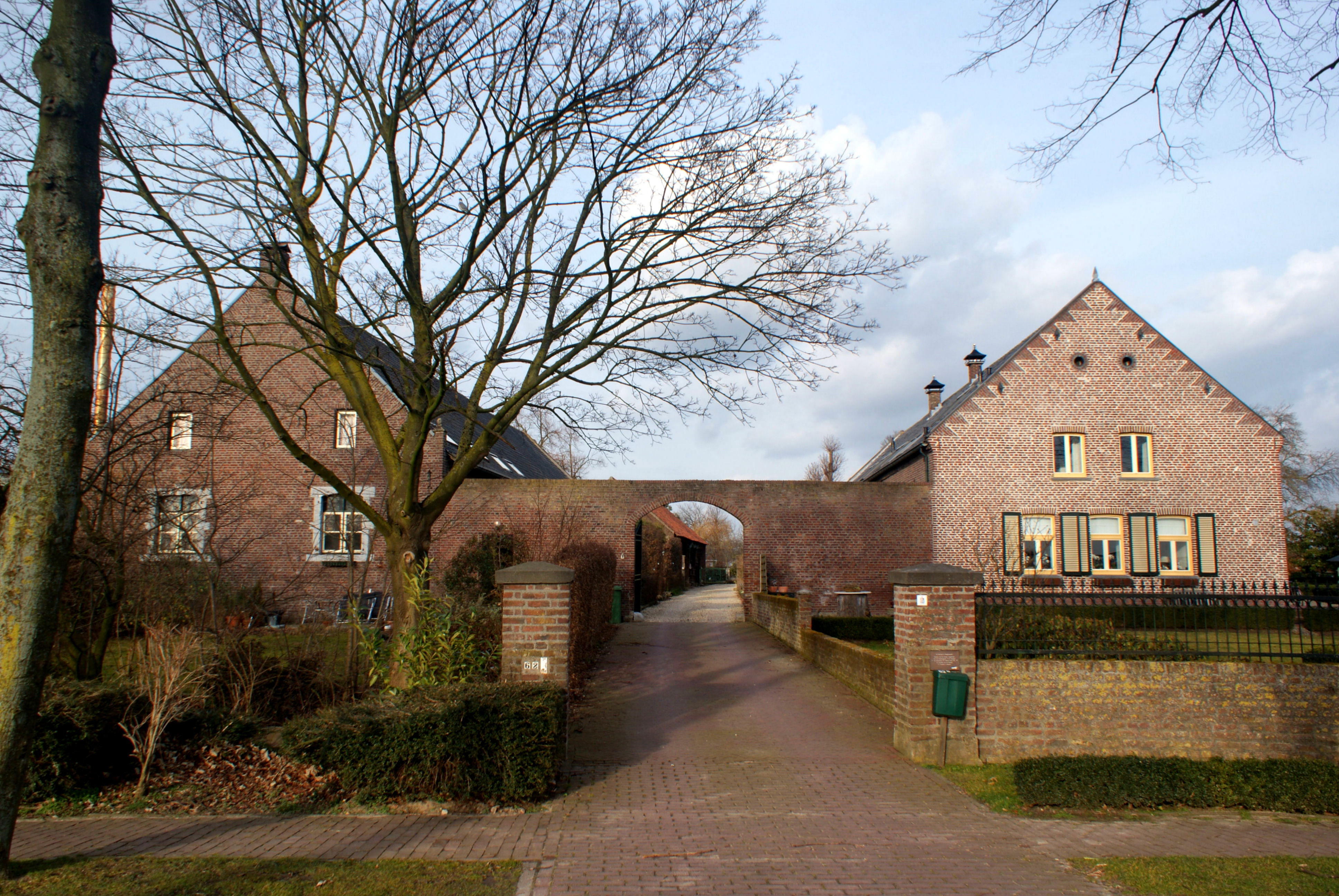
Waegemanshof
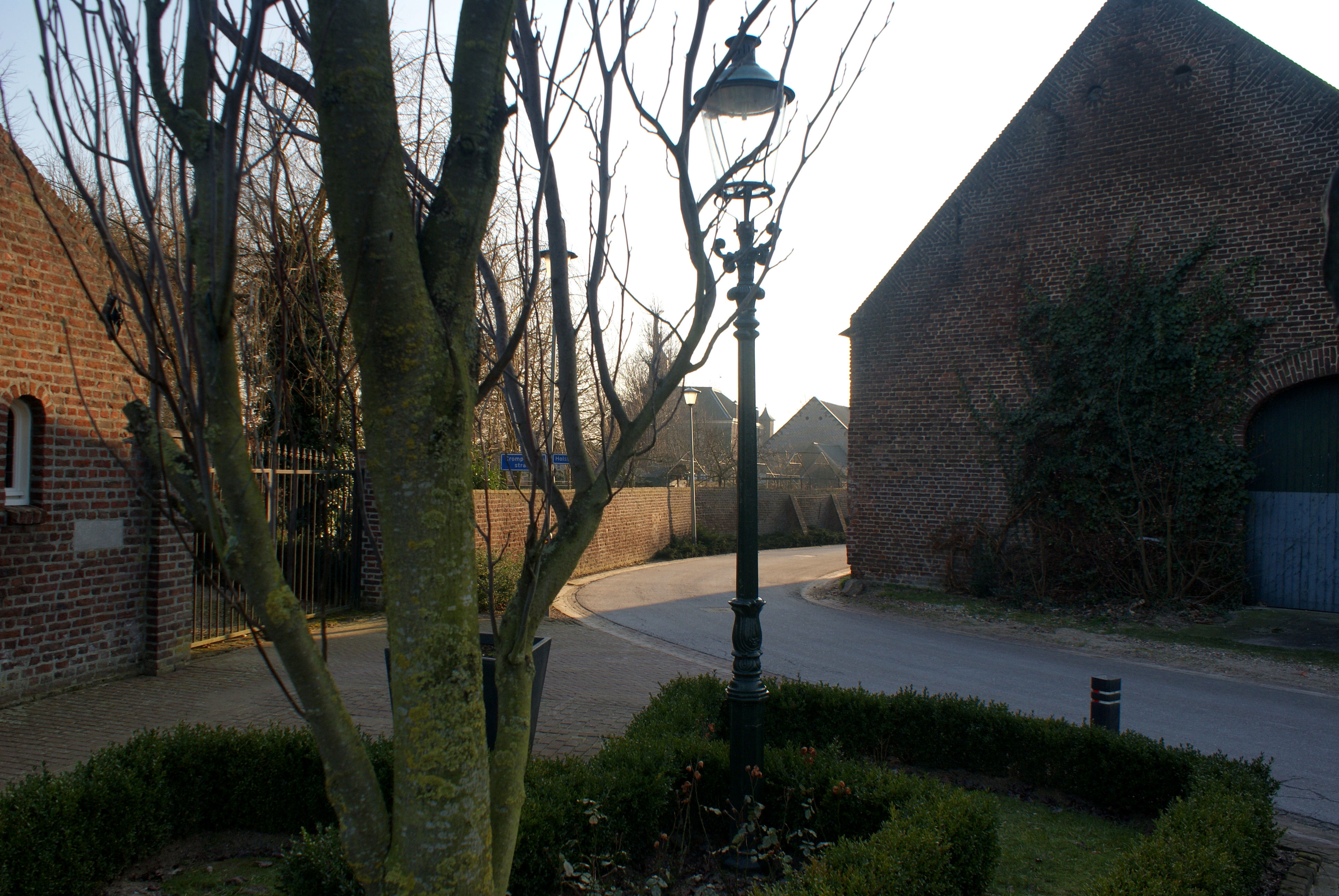
Gouden driehoek; Malborgh, Waegemanshof en Leyenhof
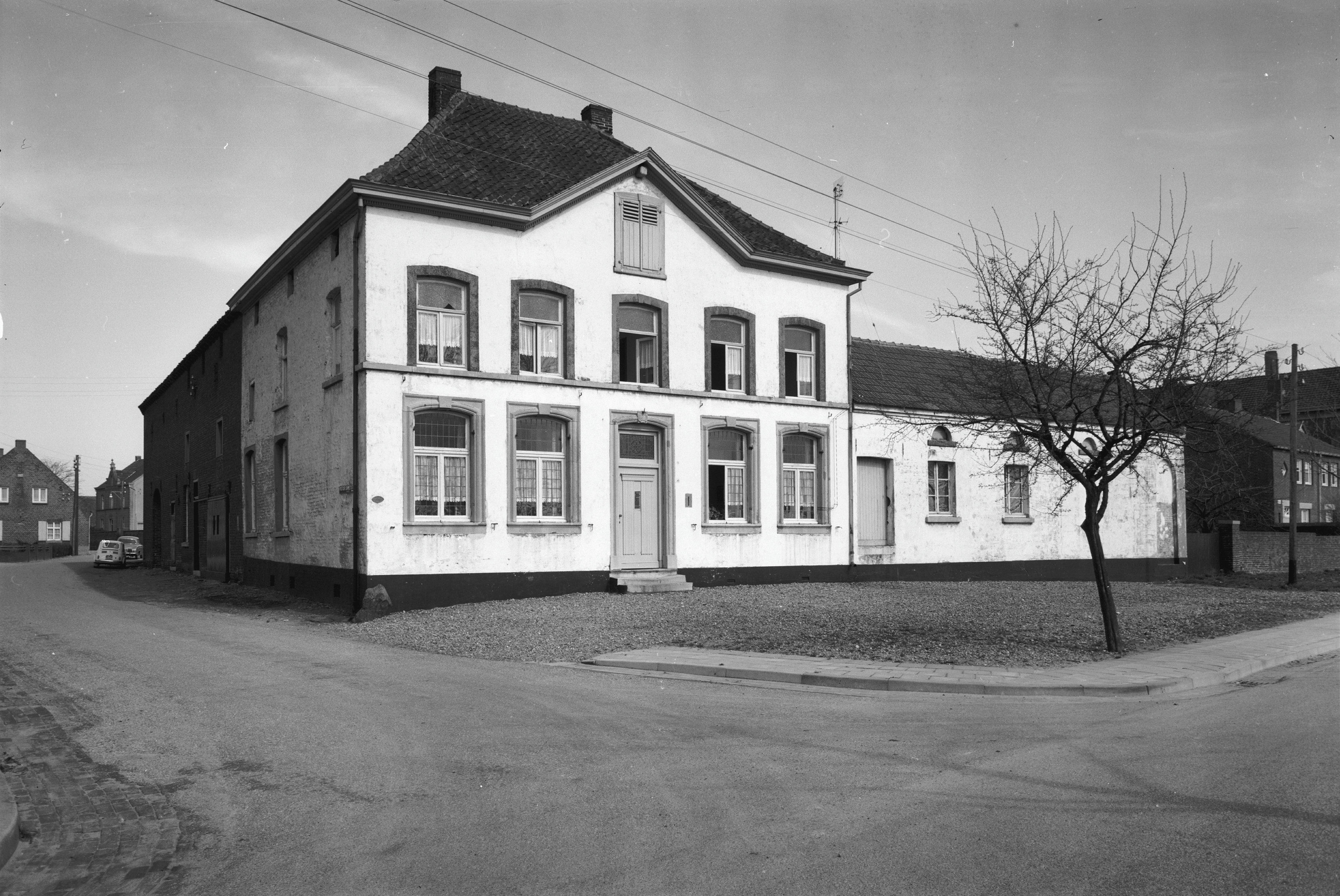
Boerderij 1772
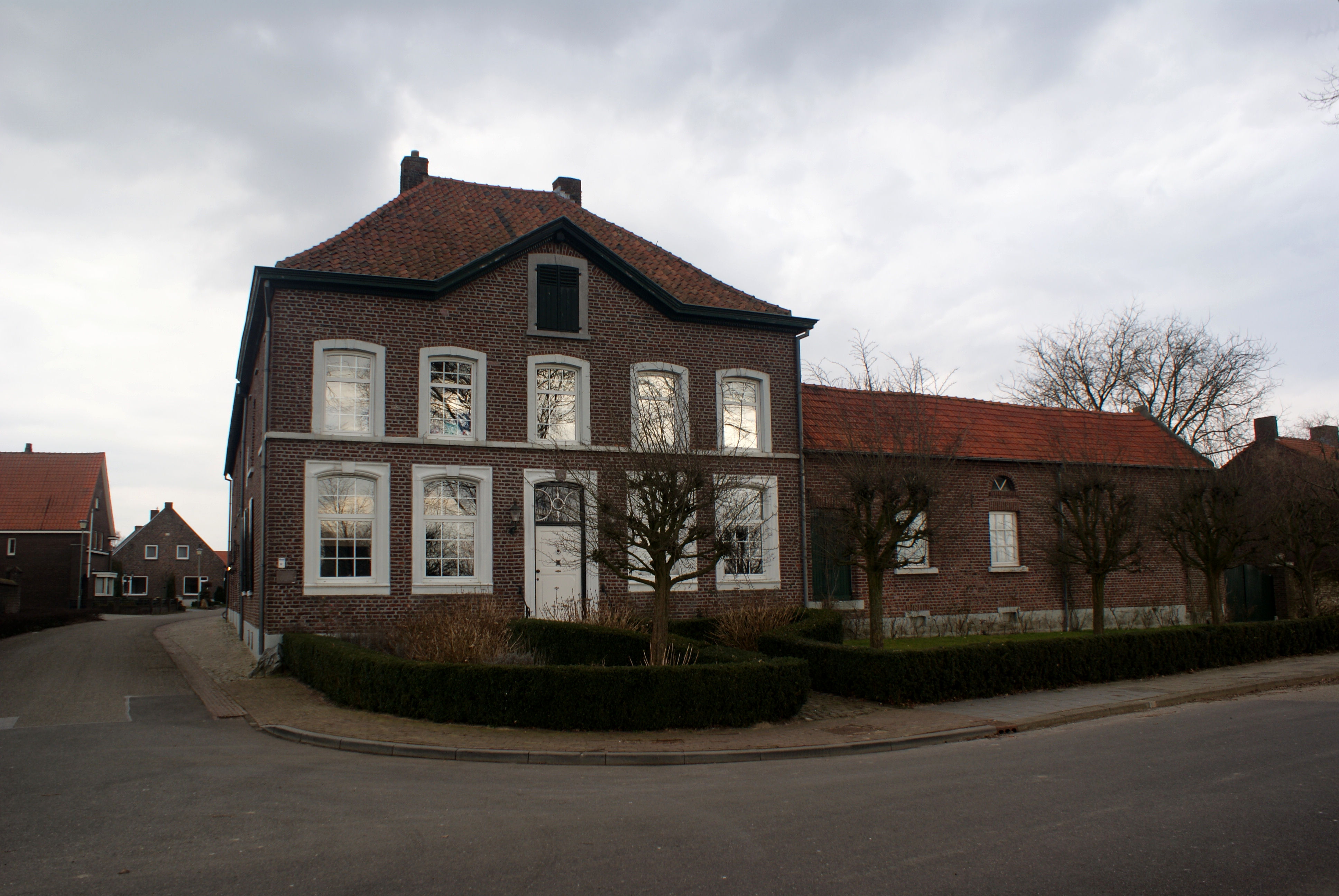
Boerderij 1772
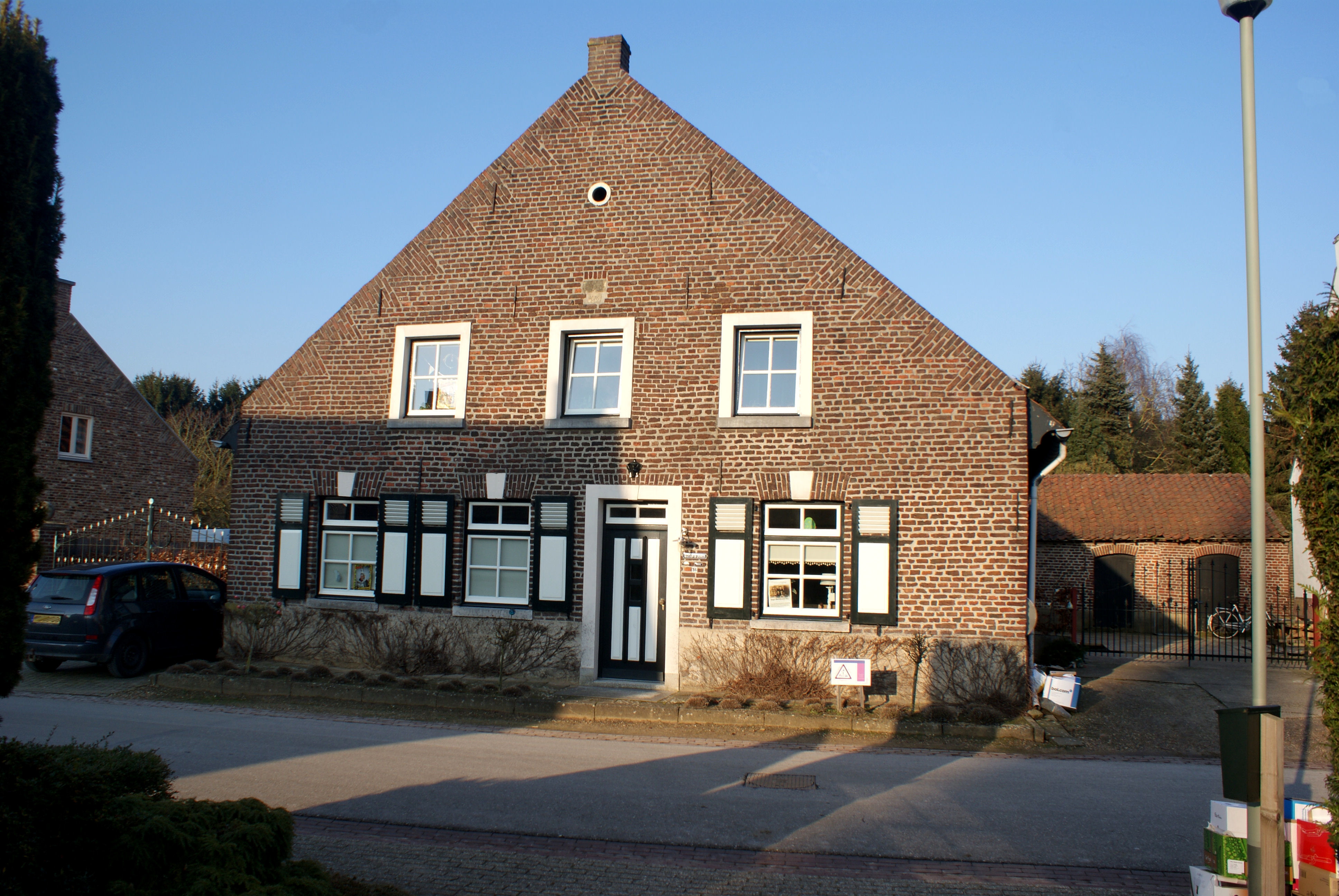
Oudste huis van Buggenum, 1676
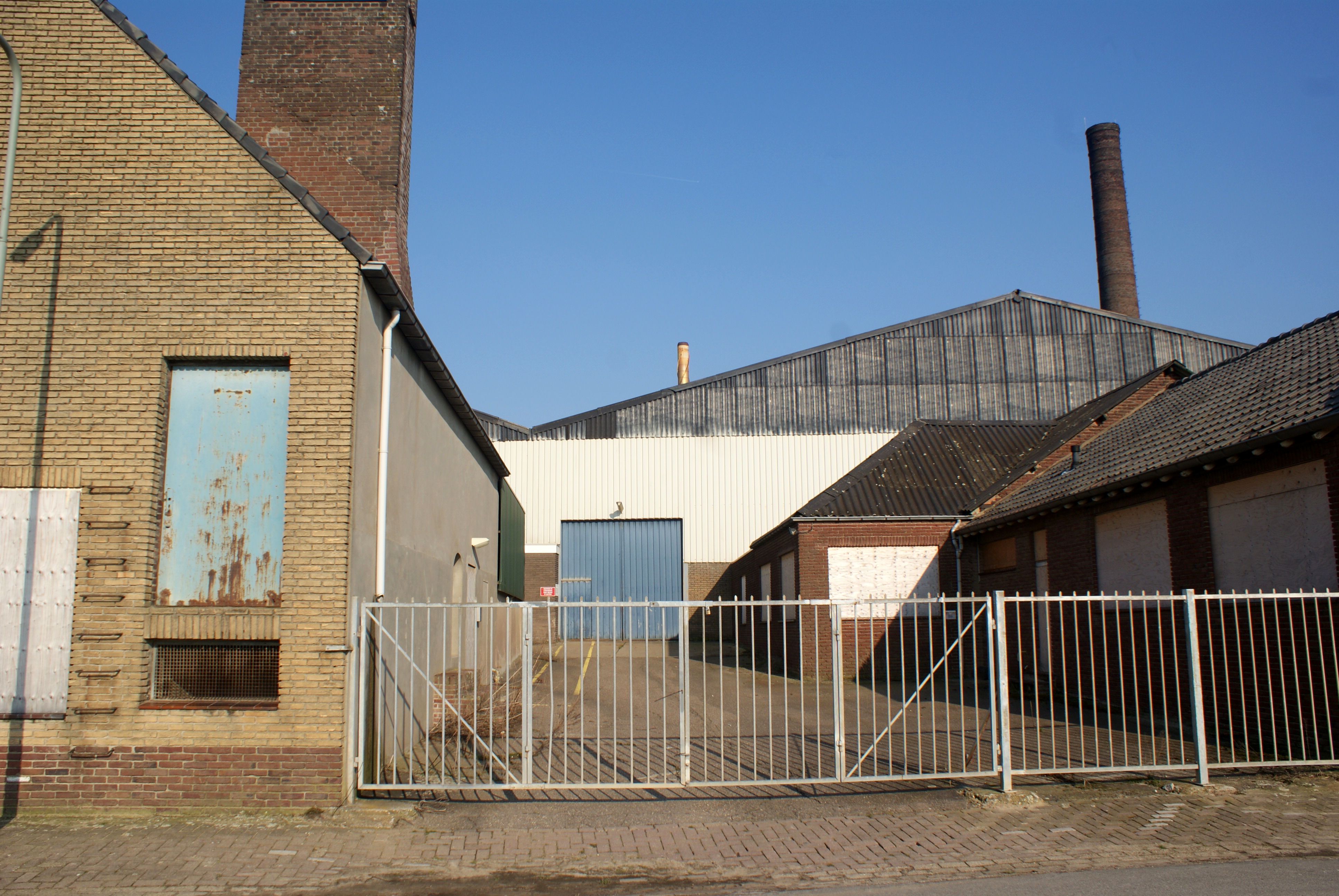
Kleiwarenfabriek met links het gebouw van de opgeheven bierbrouwerij W. Jeuk
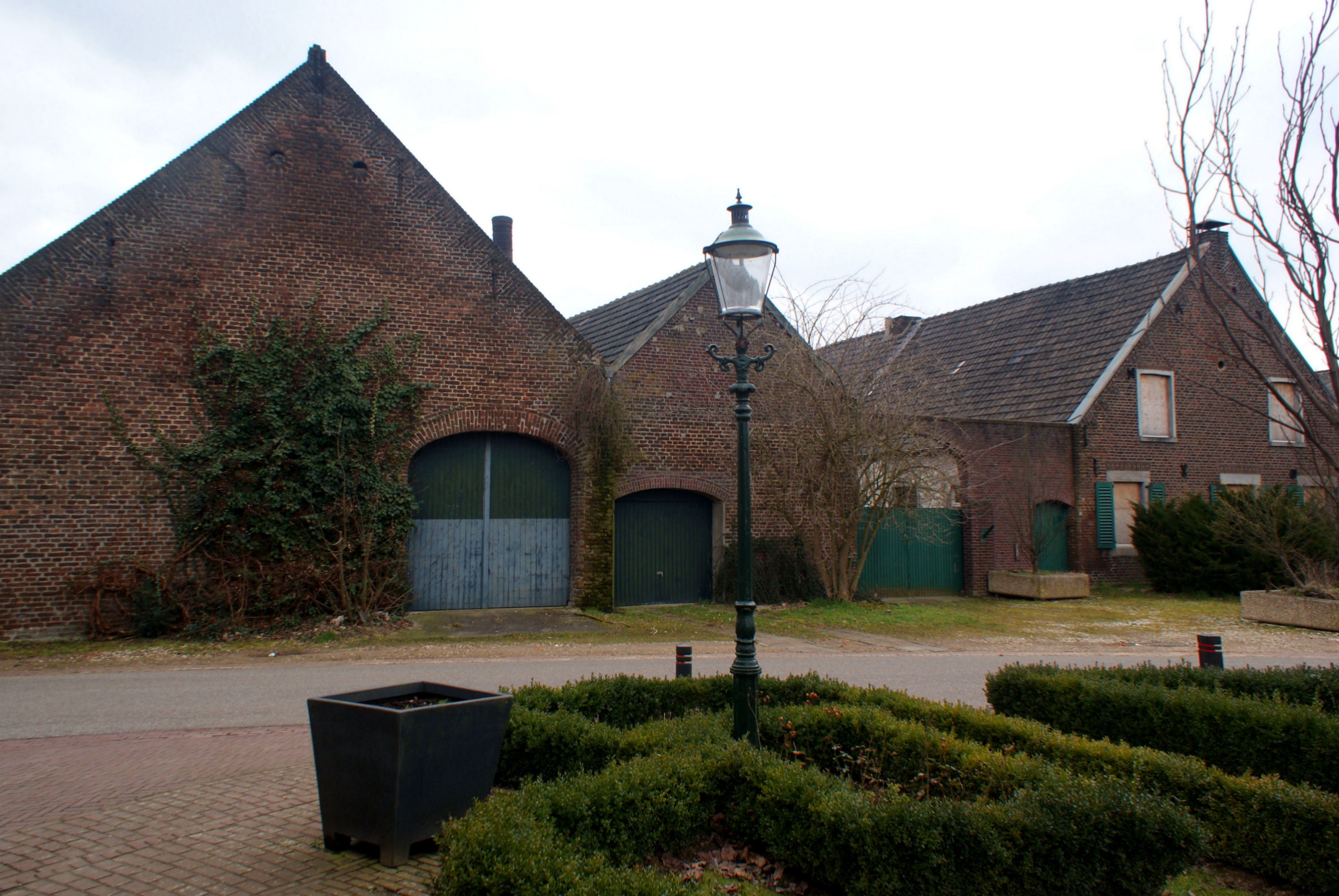
Leyenhof Ca. 1800
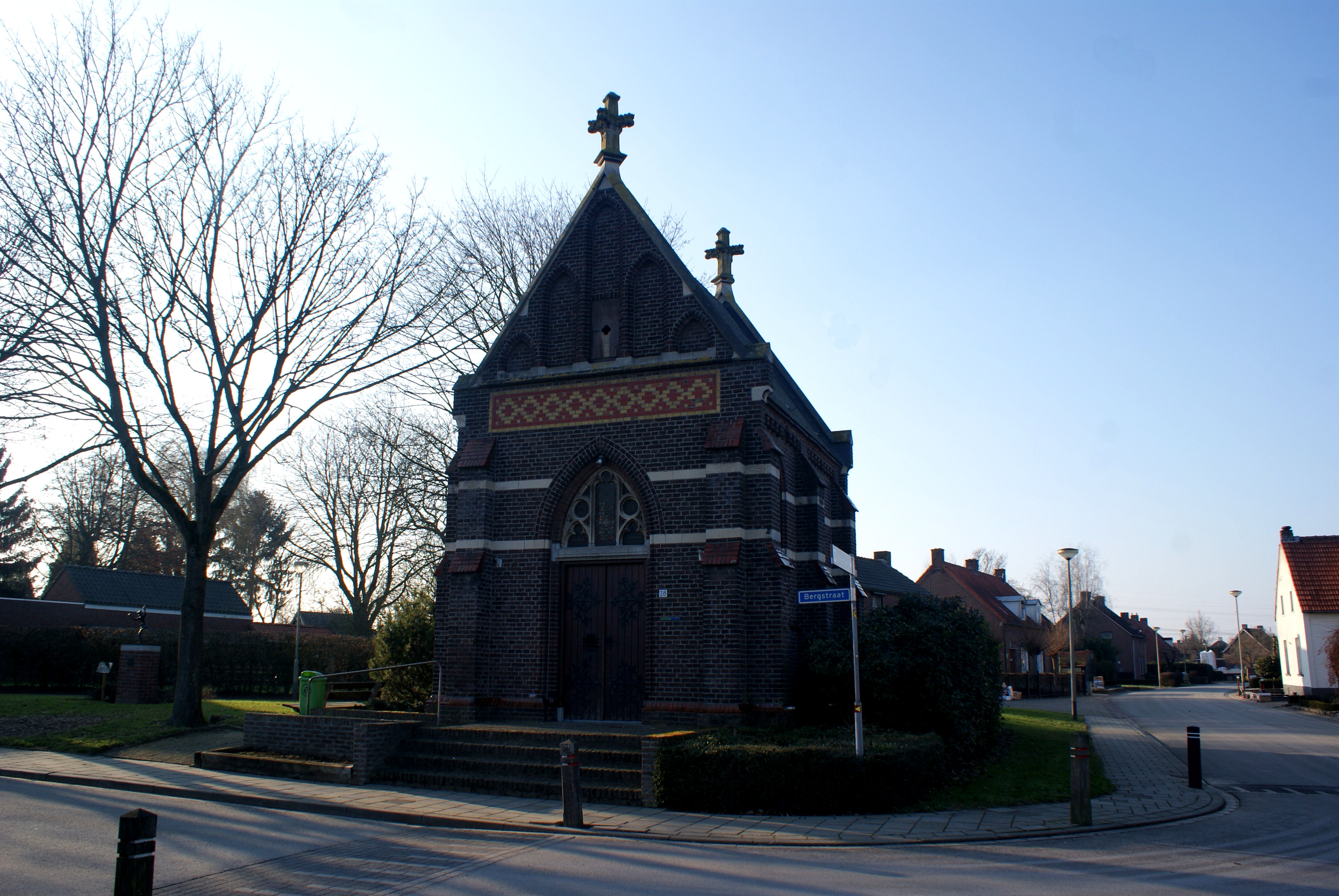
Mariakapel, 1899
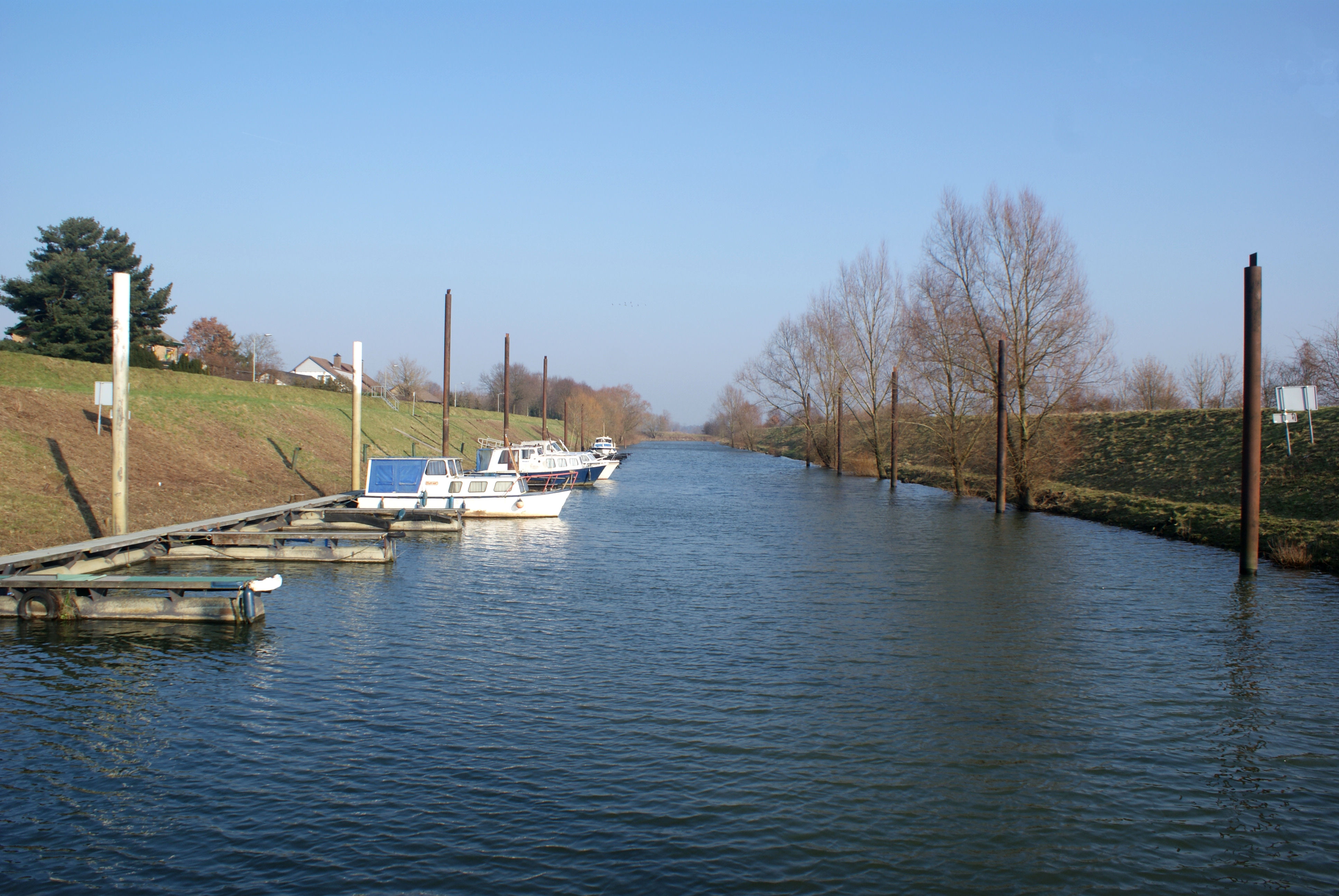
Haven en  kanaal

## Nabijgelegen kernen
Nunhem, Haelen, Horn, Neer. Aan de overzijde van de Maas, doch niet rechtstreeks bereikbaar: Asselt en Leeuwen.
Dorpen: Baexem · Buggenum · Ell · Grathem · Haelen · Haler · Heibloem · Heythuysen · Horn · Hunsel · Ittervoort · Kelpen-Oler · Neer · Neeritter · Nunhem · Roggel

Buurtschappen: Aan de Bergen · Aan het Broek · Achter het Klooster · Asbroek · Beekkant · Berik · Blenkert · Brumholt · Caluna · Castert · De Horck · Dries · Eiland · Eind · Ellerhei · Gendijk · Geneijgen · Gerhegge · Haelense Broek · Hanssum · Heiakker · Heide (Heythuysen) · Heide (Roggel) · Heioord · Heugde · Hoek · Hollander · Hoogschans · Hoogstraat · De Horck · Kappert · Karreveld · Keizerbos · Kinkhoven · Laak · Maxet · Mortel · Nijken · Op de Bos · Ophoven · Overhaelen · Roligt · Santfort (deels) · Schaapsbrug · Schans (Ell) · Schans (Roggel) · Schillersheide · Smidstraat · Strubben · Uffelse · Venne · Vestjenshoek · Vlaas · Waije

Voormalige gemeenten: Haelen · Heythuysen · Hunsel · Roggel en Neer

Limburg: Steden en dorpen      Nederland: Provincies · Gemeenten